# Heinrich van Schlick

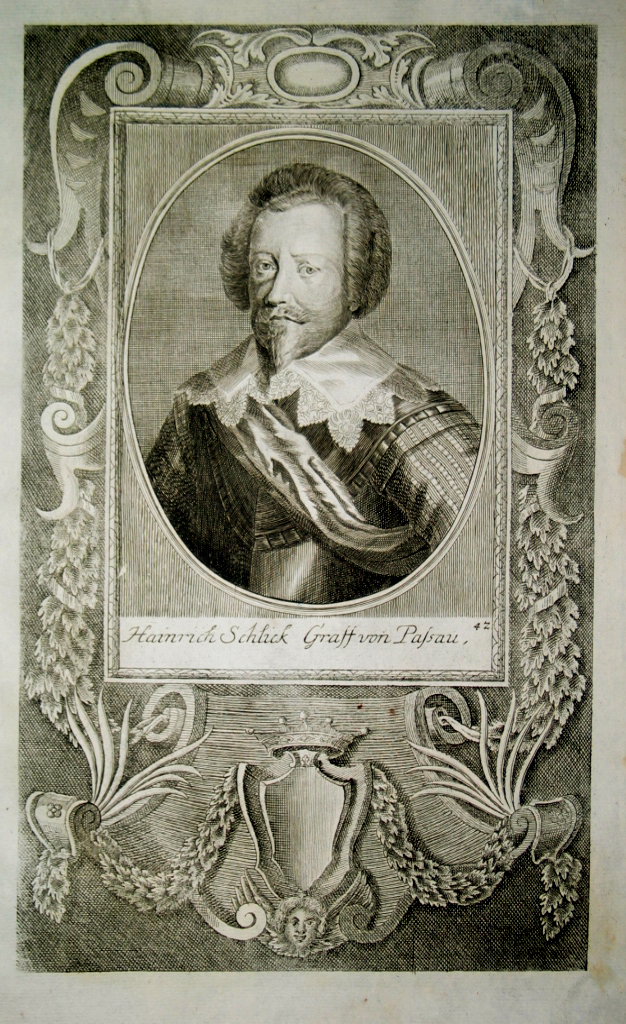

Heinrich van Schlick, graaf van Bassano en Weißkirchen (1580 - 1650) was een edelman uit Moravië, krijgsheer tijdens de Dertigjarige Oorlog en president van de Hofkrijgsraad van de Habsburgse keizer.
Hij werd in 1627 benoemd tot keizerlijk veldmaarschalk en van 1632 tot 1649 was hij president van de Hofkrijgsraad in Wenen. Hij was een tegenstander van Albrecht van Wallenstein en hij leidde het onderzoek tegen hem.